# Rahm Emanuel
Rahm Israel Emanuel, hebrejsky: רם עמנואל; (narozen 29. listopadu 1959, Chicago, Illinois) je americký demokratický politik a diplomat. V letech 2011 až 2019 byl starostou Chicaga. Mezi roky 2009 až 2010 působil jako ředitel kanceláře Bílého domu. V období 2003 až 2009 sloužil jako kongresman americké Sněmovny reprezentantů za Illinois. Mezi roky 2022 až 2025 zastával post amerického velvyslance v Japonsku v rámci Bidenovy administrativy.

## Biografie
Emanuel se narodil v Chicagu, Illinois v roce 1959. Jeho otec Benjamin M. Emanuel, narozený v Jeruzalémě, je pediatr, který byl v období britského mandátu členem militantní sionistické organizace Irgun. Jeho matka Marta Smulevitz byla radioložka, která je dnes dobrovolnicí v organizaci na ochranu lidských práv. Má dva bratry: Ezechiela, který je uznávaný onkolog a bioetik, a Ariho, televizního agenta v Hollywoodu. Má rovněž mladší sestru Šošanu.
V dětství navštěvoval konzervativní židovskou školu. Mezi jeho absolvovaná vysokoškolská studia patří Sarah Lawrence College (1981) a Severozápadní univerzita, kde získal v roce 1985 magisterský titul v oboru projev a komunikace.
V letech 1990 až 1991 vykonal během Války v Zálivu vojenskou službu v Izraelských obranných silách. Počátkem 90. let se podílel na prezidentské kampani Billa Clintona. Po zvolení prezidentem byl v letech 1993–1998 jeho politickým poradcem.
V roce 2003 byl zvolen kongresmanem americké Sněmovny reprezentantů za stát Illinois. Poté, co 6. listopadu 2008 přijal nabídku nově zvoleného amerického prezidenta Baracka Obamy na post ředitele kanceláře Bílého domu, na své členství ve Sněmovně reprezentantů rezignoval.
Žije v Chicagu se svou manželkou a třemi dětmi.